# Kimito kyrka
S:t Andreas kyrka är en kyrka i Kimito kyrkoby på Kimitoön i Egentliga Finland. Den tillhör Kimitoöns församling inom Evangelisk-lutherska kyrkan i Finland.

## Historia
Den tidigare kyrkan av trä finns omnämnd 1445 men vid utgrävningar har man hittat mynt från 1300-talet. Stenkyrkan är helgad åt S:t Andreas. Sakristian är antagligen den äldsta delen av kyrkan, medan t.ex. pelarna och valven torde ha stått färdiga senast år 1469. Kyrkan är byggd av gråsten och det västra tornet med en lökkupol i barockstil samt vapenhuset tillhör byggnadsskedet efter kyrkans brand i slutet av 1700-talet. Kyrksalen med sex travéer indelas av resliga, åttkantiga pelare i tre jämnbreda och jämnhöga skepp. Den moderna interiören i sakristian härstammar från 1960-talet. Stjärnvalven slogs av murarmästaren Petrus Murator de Kymitto. Han anlitades senare för samma arbete i Åbo domkyrka.
Kyrkans inre har förändrats mycket under åren. När kyrkan var ny fanns inga fönster på norrsidan och golvet bestod av sand och jord. I gamla visitationsprotokoll finns anteckningar över att församlingsborna klagar för att de inte kan se fram till altaret på sommarsöndagarna, eftersom det dammade så mycket i kyrkan då gudstjänstbesökarna rörde fötterna på jordgolvet under de långa gudstjänsterna. Golvet i kyrkan har sedan dess varit täckt av bl.a. gråsten, tjocka plankor och t.om. asfalt, innan det nuvarande tegelgolvet lades.
Klockstapeln är från 1786–1788.
Flera eldsvådor har skadat kyrkan. Kyrkan restaurerades 1920–1922 av Amos Anderson och Armas Lindgren som också gjort altarfönstrets glasmålning.
Museiverket har klassat kyrkan och prästgården som byggnader av riksintresse i Finland.

## Inventarier
Till de mera kända konstverken i kyrkan hör en tidigare altartavla Kristus i Getsemane, som målats 1897 i Florens i Italien av Elin Danielson-Gambogi (se bild). 
Bland konstverken i kyrkan kan också nämnas "Kristus och hans apostlar". Dessa målningar, som hänger på kortsidan ovanför ingångsdörren, är målade av G W Finnberg på 1820-talet. Finnberg var som konstnär före sin tid på så vis att han inte ville måla in i minsta detalj utan hellre antyda med sina penseldrag. Det här ledde till att Kimitoborna ansåg att han inte slutfört tavlorna och det är oklart om han någonsin fick slutbetalning för sitt arbete.
I glasmålningen av Armas Lindgren i fönstret ovanför altaret (se bild) finns några mer eller mindre kända "lånade ansikten". t.ex. har konung Melchior Fredrik Gabriel Hedbergs ansikte. Hedberg är den evangeliska väckelserörelsens upphovsman och han verkade i Kimito som kyrkoherde på 1800-talet.

## Galleri
|  |  |

## Andra medeltida stenkyrkor
Lista över Finlands medeltida stenkyrkor